# Redstone (raketserie)

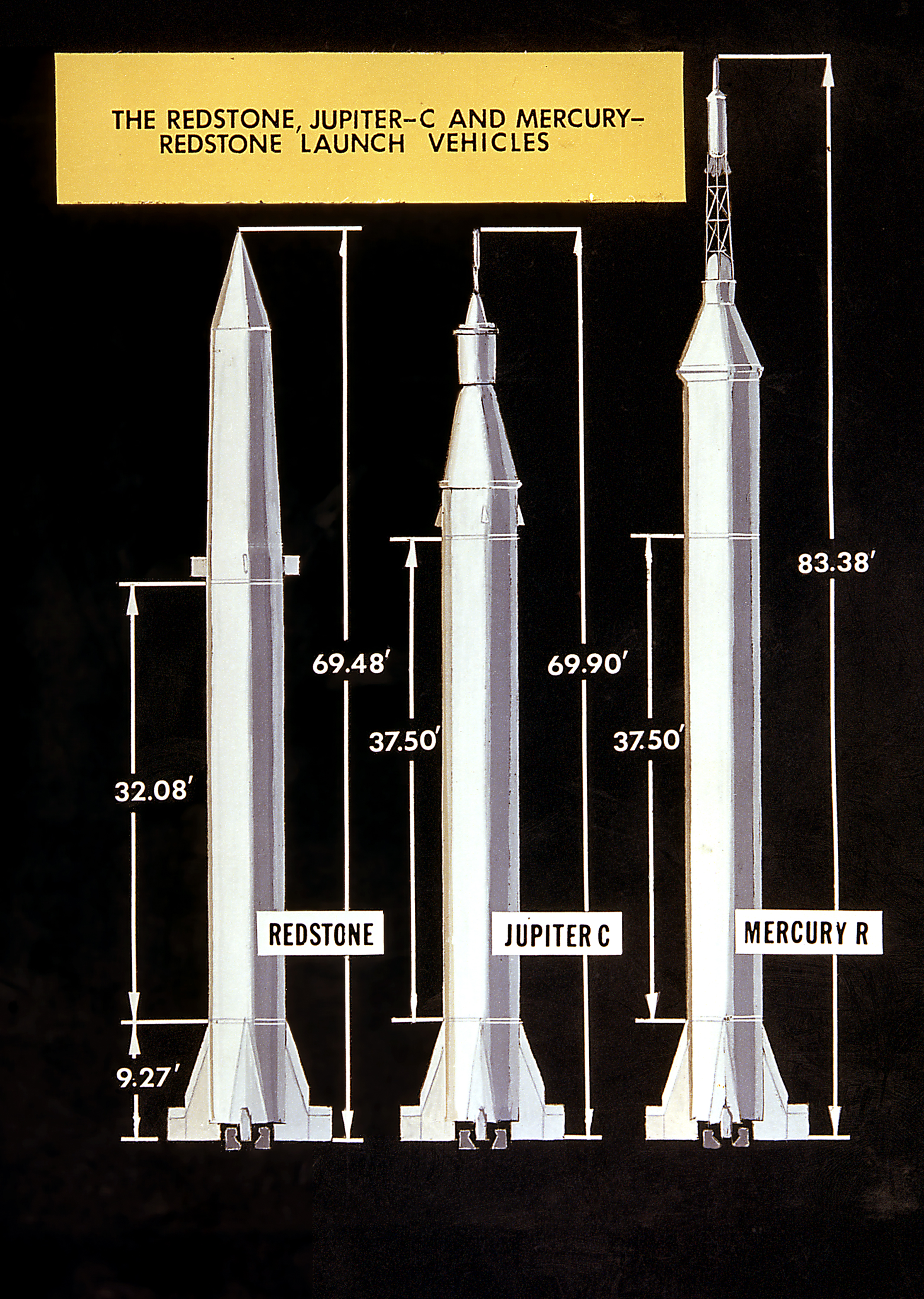

Redstone var en serie amerikanska raketer och ballistiska robotar, utvecklade vid Redstone Arsenal i Huntsville i Alabama. Raketen var en direkt efterföljare till den tyska V-2-raketen. Wernher von Braun och flera andra tyskar bidrog väsentligt i utvecklingen av raketen.
Varianter av raketen kom att användas för att sända upp mindre nyttolaster i låg omloppsbana runt jorden.
I sitt grundutförande bestod raketen av ett steg, detta drevs av alkohol och flytande syre.

## PGM-11 Redstone
PGM-11 Redstone var en ballistisk robot med kort räckvidd, den bar en vätebomb av typen Mark 39.

## Jupiter-A
Jupiter-A var grunden till PGM-19 Jupiter som var en ballistisk robot av medeldistanstyp.

## Jupiter-C
Jupiter-C var en variant som byggde på Jupiter-A-versionen

## Juno I
Juno I var en variant som byggde på Jupiter-C-versionen. Den sköt bland annat upp USA:s första satellit, Explorer 1.

## Mercury-Redstone
Mercury-Redstone var en variant som byggde på Jupiter-C-versionen. Den användes för att skjuta upp bemannade och obemannade Mercury-rymdfarkoster i kastbana runt jorden.

## Saturn
Saturn I- och Saturn IB-raketernas första steg byggde på ett kluster av åtta Redstone första steg, runt ett första steg från Jupiter-A-raketen.

## Sparta
Sparta var en variant av Redstone med två fastbränsledrivna raketsteg på toppen av raketen.